# Сардзана
Сардза̀на (на италиански: Sarzana) е град и община в северозападна Италия, провинция Специя, регион Лигурия. Разположен е на 21 m надморска височина. Населението на общината е 21 730 души (към 2011 г.).